# Suvasvesi
Suvasvesi är en sjö i Vuoksens vattendrag i Norra Savolax, Finland. Sjön utgör den sydöstra delen av storsjön Iso-Kalla och är sammanbunden med Kallavesi i sin norra del genom sundet Vehmersalmi. Suvasvesi ligger inom kommunerna Leppävirta (i söder), Heinävesi (i sydost), i Tuusniemi (i öster) och staden Kuopio (i norr). Sjön består av två öppna fjärdar, Kuukkarinselkä i norr och Haapaselkä i söder. En grupp öar skiljer åt de två fjärdarna. Allt som allt finns det 688 öar i Suvasvesi. 
Arean på sjön är 234 km². Höjden är 81,8 m ö.h. (varierar mellan 81,13 och 82,23 m ö.h). Den norra fjärden är ovanligt djup, det största djupet är på 89,0 m. Sjön är det östra avrinningsområdet för Kallavesistråten. Den avrinner till sjön Varisvesi (på samma höjd) genom sundet Leppäsalmi och vidare genom Karvio kanal till Kermajärvi. Suvasvesi är även källan i den natursköna Heinävesistråten. Sjön utgör en gräns mot östra och nordöstra Soisalo, Finlands och Europas största insjö-ö.

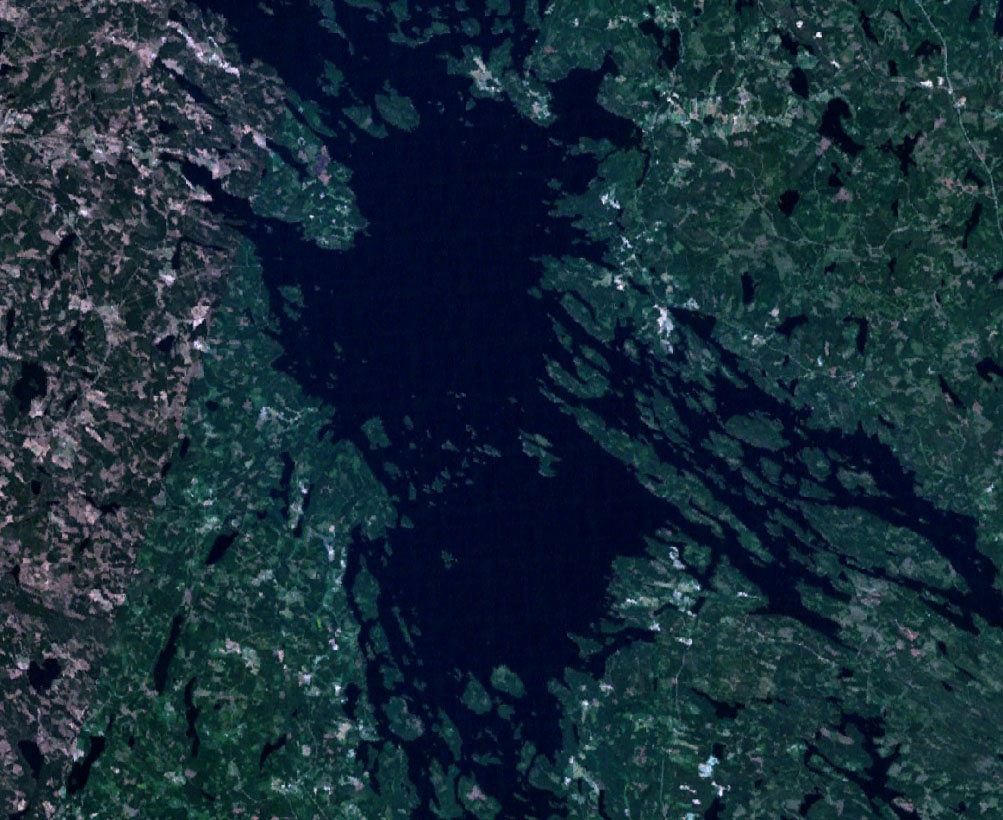
En satellitbild på Suvasvesi.

## Nedslagskratrar
Två nedslagskratrar har identifierats i Suvasvesi. Avståndet mellan kratrarna är ca 9 km. Forskarna har inte ännu kunnat fastställa åldern på de båda kratrarna men man antar att de har bildats samtidigt för antingen 240 ±10 miljoner år (Ma) eller 780 ±10 Ma sedan. De utgör en ytterst ovanlig dubbelnedslagskrater.

### Norra Suvasvesi (Kukkarinselkä)
Fjärden Kuukkarinselkä identifierades år 1994 som den sjätte nedslagskratern i Finland. Geofysikaliska mätningar visade att det fanns avvikelser i den djupaste delen av fjärden. Ett gruvbolag provborrade i sjöbottnet för att hitta kimberlit. Istället för denna diamanthaltiga stenart hittade man en nedslagskrater, Norra Suvasvesi. De geofysikaliska egenskaperna hos kimberlit och nedslagskratrar är mycket liknande. Provborrningen visade att den centrala delen av kratern är täckt av ett 80 m tjockt lager suevit jämte breccia av nedslagsursprung.
Den geofysikaliska avvikelsen i sjön visade sig ha en diameter på bara 0,6 km. Den ringa storleken på avvikelsen beror på att resterna av stenmaterian från nedslaget har, enligt de nyaste forskningsresultaten, sedimenterats i centrumet av kratern. Kraterns totala storlek uppges vara 3,5 km .

### Södra Suvasvesi (Haapaselkä)
Fjärden Haapaselkä liknar fjärden i norr. År 2001 identifierades den som den tionde nedslagskratern i Finland. Flera forskare hittade kornformade tektiter i flyttblock och i berggrunden sydost och öster om fjärden. Flyttblocken innehöll även breccia av nedslagsursprung.
På djupkartorna över sjön ses ett halvcirkelformat djup (maxdjup 33 m). Kratern i Haapaselkä kan även skådas genom magnetiska mätningar. Kratern har en storlek på 3,8 km i diameter .